# Matthias Brändle
Pour les articles homonymes, voir Brändle.
Matthias Brändle, né le 7 décembre 1989 à Hohenems, est un coureur cycliste autrichien, membre de l'équipe Israel-Premier Tech. Son palmarès comprend notamment huit titres de champion d'Autriche du contre-la-montre obtenus entre 2009 et 2021. Entre le 30 octobre 2014 et le 8 février 2015, il est également détenteur du record du monde de l'heure avec un total de 51.852 kilomètres parcourus,. Sa performance est améliorée de 639 mètres par l'Australien Rohan Dennis.

## Biographie

### 2008-2012: débuts professionnels et premières victoires

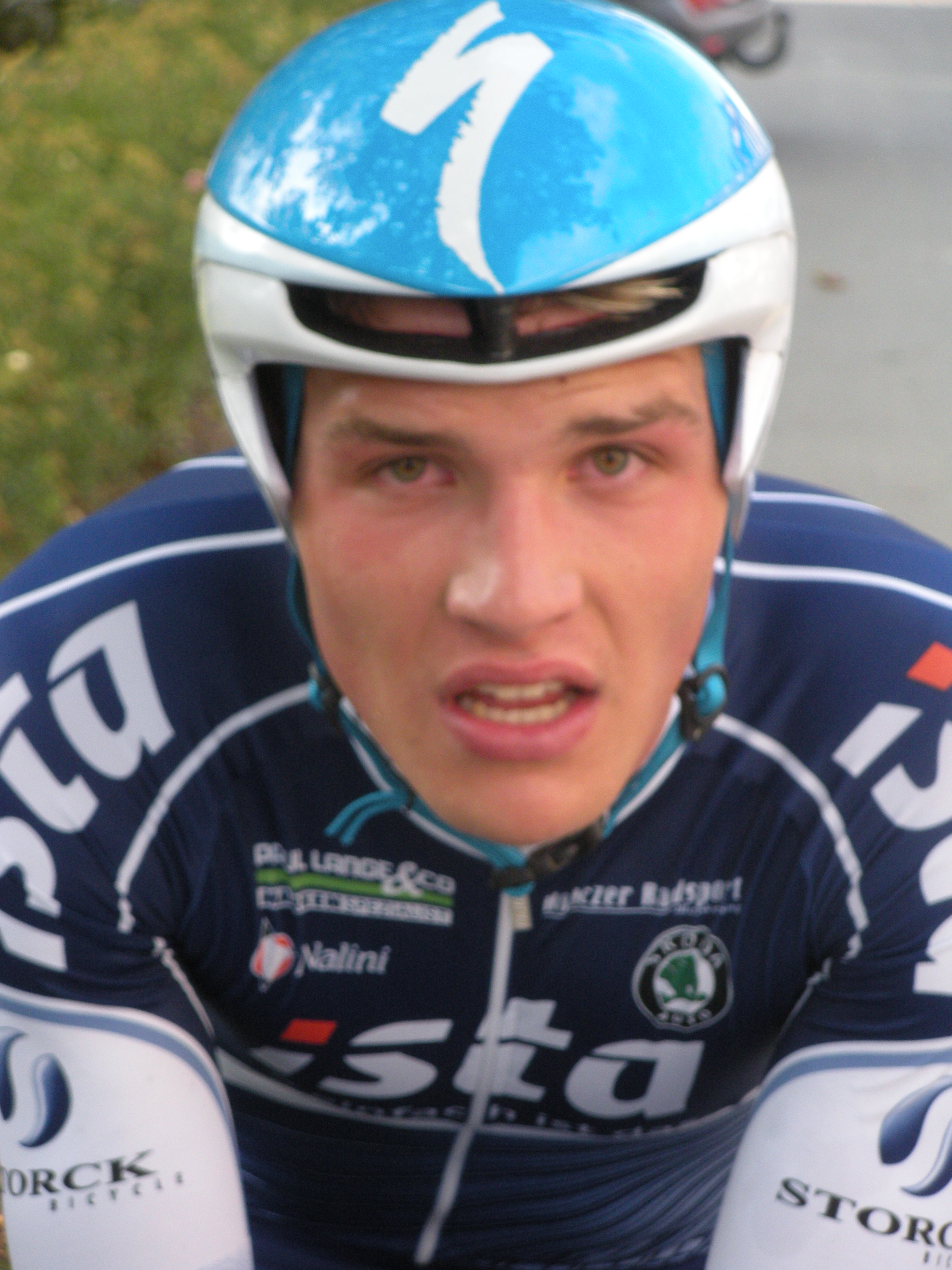
M Brändle

Matthias Brändle commence sa carrière professionnelle en 2008 au sein de l'équipe continentale Ista. Il obtient quelques places d’honneur pour ses premiers pas à ce niveau. Il se classe notamment deuxième du Tour de Berlin et du championnat d'Autriche du contre-la-montre espoirs. Il est également troisième du Championnat de Zurich. Il rejoint la formation Elk Haus en 2009 et remporte cette année-là sa première victoire lors du championnat d'Autriche du contre-la-montre. 
L'année suivante, il s'engage avec Footon-Servetto et gagne le Raiffeisen Grand Prix. En 2011, cette équipe est rebaptisée  Geox-TMC et disparait à la fin du second semestre.
Au cours de la saison 2012, il remporte la 2e étape de la Semaine internationale Coppi et Bartali (contre-la-montre par équipes) et le Grand Prix de la ville de Zottegem.

### 2013-2016: la confirmation chez IAM Cycling

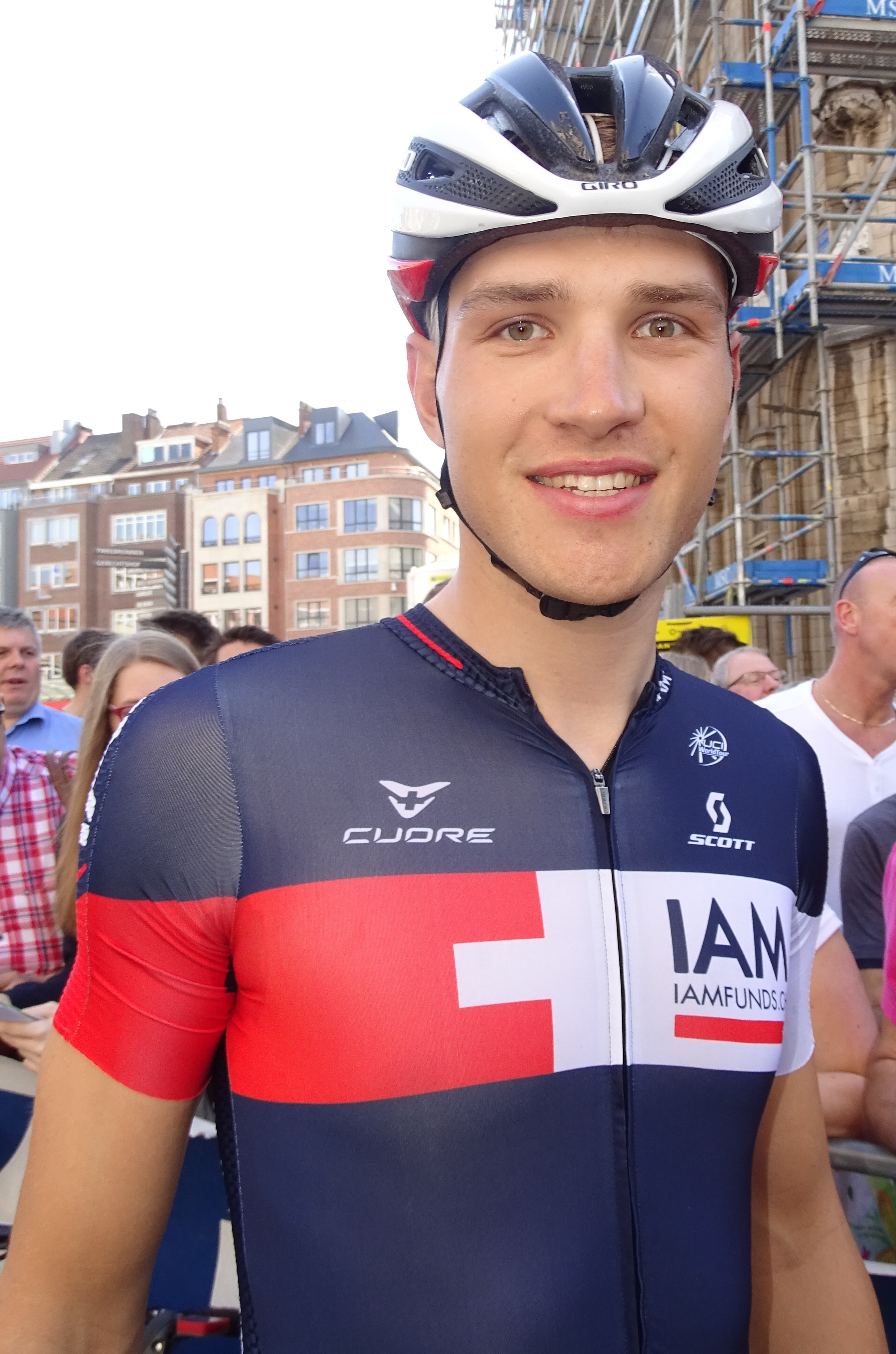
M Brändle au départ de la Flèche brabançonne 2015.

En 2013, il court sous les couleurs de la nouvelle équipe continentale professionnelle IAM et gagne le Tour du Jura ainsi que le trophée de meilleur sprinteur du Tour de Romandie. Il se classe aussi deuxième de la Polynormande une course française disputée pendant l'été.
En 2014, il remporte le Tour de Berne et un nouveau titre de champion d'Autriche du contre-la-montre. En septembre il s'impose lors des cinquième et sixième étapes du Tour de Grande-Bretagne à l'issue d'échappées de plusieurs coureurs dont il s'extirpe avant de résister au retour du peloton. Le mois suivant le journal sportif français L'Équipe annonce que Matthias Brändle souhaite battre le record de l'heure cycliste détenu par Jens Voigt et tentera d'améliorer la performance détenue par celui-ci le 30 octobre 2014 sur le Vélodrome suisse d'Aigle. Il réussit pleinement sa tentative et parcourt  51,850 kilomètres dans l'heure soit 735 mètres de plus que Jens Voigt. Il efface donc des tablettes le record qu'avait réalisé ce coureur allemand moins de deux mois auparavant, (son record est battu le 8 février 2015 par Rohan Dennis). Ses bonnes performances lui permettent d'être nommé cycliste autrichien de l'année.
La saison 2015 permet au coureur autrichien de participer pour la première fois au Tour de France qu'il termine en 156e position. Cette année-là, il gagne aussi des étapes lors du Tour d'Oman et du Tour de Belgique et glane également quelques places d'honneur. Il se classe par exemple troisième de la première étape du Tour de Suisse et quatrième du Eurométropole Tour 2015 que remporte le Français Alexis Gougeard.
En 2016, il réalise le doublé lors championnats d'Autriche de cyclisme sur route. Il s'impose d'abord lors de l'épreuve contre-la-montre puis sur la course en ligne quelques jours plus tard.

### 2017-2018: le World Tour avec la formation Trek-Segafredo
L'équipe IAM étant vouée à disparaitre à la fin de la saison 2016, il signe un contrat avec la formation Trek-Segafredo au second semestre de cette même saison.
Au début de l'année 2017 Matthias Brändle se classe second des Trois Jours de La Panne puis s'adjuge la troisième étape du Tour de Belgique, un contre-la-montre qu'il gagne devant le spécialiste allemand Tony Martin.
En 2018, il est deuxième du championnat d'Autriche du contre-la-montre, mais récupère le titre après la disqualification pour dopage de Georg Preidler. Sélectionné pour représenter son pays aux championnats d'Europe de cyclisme sur route en août, il se classe 23e de l'épreuve contre-la-montre. Le même mois, la presse sportive annonce que le coureur autrichien s'engage pour la saison 2019 avec la formation Israel Cycling Academy.

### 2019-2022: chez Israel Cycling
Pour sa première année sous ses nouvelles couleurs, il glane un nouveau titre de champion d'Autriche du contre-la-montre et gagne le prologue du Tour d'Estonie au premier semestre. Il se classe également deuxième du classement général de cette course à étapes remportée par son coéquipier Mihkel Räim. Fin juillet, il est sélectionné pour représenter son pays aux championnats d'Europe de cyclisme sur route. Il s'adjuge à cette occasion la seizième place du contre-la-montre individuel.
Il remporte une nouvelle fois le championnat d'Autriche du contre-la-montre au mois d'aout 2020.

## Palmarès

### Palmarès sur route
- 2004
  -  Champion d'Autriche du contre-la-montre cadets
  -  Champion d'Autriche de la montagne cadets
- 2007
  - Trofeo Karlsberg :
    - Classement général
    - 1re étape

  - Tour de Haute-Autriche juniors :
    - Classement général
    - 2e et 3e étapes

  - 2e de la Course de la Paix juniors
- 2008
  - 2e du Tour de Berlin
  - 2e du championnat d'Autriche du contre-la-montre espoirs
  - 3e du Championnat de Zurich
- 2009
  -  Champion d'Autriche du contre-la-montre
  - 3e du Grand Prix de Francfort espoirs
  - 9e du championnat du monde sur route espoirs
- 2010
  - Raiffeisen Grand Prix
- 2012
  - 2e étape de la Semaine internationale Coppi et Bartali (contre-la-montre par équipes)
  - Grand Prix de la ville de Zottegem
- 2013
  -  Champion d'Autriche du contre-la-montre
  - Tour du Jura
  - 2e de la Polynormande
- 2014
  -  Champion d'Autriche du contre-la-montre
  - Tour de Berne
  - 5e et 6e étapes du Tour de Grande-Bretagne
- 2015
  - 6e étape du Tour d'Oman
  - 1re étape du Tour de Belgique[12]
- 2016
  -  Champion d'Autriche sur route
  -  Champion d'Autriche du contre-la-montre
- 2017
  - 3e étape du Tour de Belgique (contre-la-montre)
  - 4e étape du Tour du Danemark (contre-la-montre)
  - 2e des Trois Jours de La Panne
  - 2e du championnat d'Autriche du contre-la-montre
  - 4e du championnat d'Europe du contre-la-montre
- 2018
  -  Champion d'Autriche du contre-la-montre
- 2019
  -  Champion d'Autriche du contre-la-montre
  - Prologue du Tour d'Estonie
  - Prologue du Tour du lac Taihu
  - 2e du Tour d'Estonie
  - 3e du Duo normand (avec Patrick Gamper)
  - 3e du Tour du lac Taihu
- 2020
  -  Champion d'Autriche du contre-la-montre
- 2021
  -  Champion d'Autriche du contre-la-montre
  - 1re étape (b) de la Semaine internationale Coppi et Bartali (contre-la-montre par équipes)
- 2022
  - 3e du championnat d'Autriche du contre-la-montre

### Résultats sur les grands tours

#### Tour de France
1 participation
- 2015 : 156e

#### Tour d'Italie
6 participations
- 2010 : 90e
- 2012 : 111e
- 2016 : abandon (14e étape)
- 2020 : 126e
- 2021 : 130e
- 2022 : 147e

#### Tour d'Espagne
2 participations
- 2011 : 155e
- 2018 : 158e

### Classements mondiaux
| Année                                 | 2008 | 2009 | 2010 | 2011 | 2012 | 2013 | 2014 | 2015 | 2016 | 2017 | 2018  | 2019 | 2020 | 2021 | 2022  |
| ------------------------------------- | ---- | ---- | ---- | ---- | ---- | ---- | ---- | ---- | ---- | ---- | ----- | ---- | ---- | ---- | ----- |
| UCI World Tour                        |      |      |      |      |      |      |      | 177e | 163e | 357e | nc    |      |      |      |       |
| Classement mondial                    |      |      |      |      |      |      |      |      | 506e | 289e | 1152e | 219e | 538e | 889e | 1569e |
| UCI Europe Tour                       | 321e | 269e |      | nc   | 96e  | 34e  | 70e  |      | 390e | 140e | 1013e | 184e | 437e | 679e | 1052e |
| UCI America Tour                      | nc   | nc   |      | nc   | nc   | nc   | nc   |      | nc   | 386e | nc    |      |      |      |       |
|                                       |      |      |      |      |      |      |      |      |      |      |       |      |      |      |       |
| Légende : nc = non classéSource : UCI |      |      |      |      |      |      |      |      |      |      |       |      |      |      |       |

## Distinction
- Cycliste autrichien de l'année : 2014